# Blepharita draudti
Blepharita draudti är en fjärilsart som beskrevs av Charles Boursin 1952. Blepharita draudti ingår i släktet Blepharita och familjen nattflyn. Inga underarter finns listade i Catalogue of Life.